# The Best of Isaac Asimov
The Best of Isaac Asimov é uma coleção de doze contos de ficção científica do escritor americano Isaac Asimov, publicada pela Sphere em 1973. Começa com uma breve introdução (seis páginas na edição de capa dura da Doubleday), fornecendo vários detalhes sobre as histórias, como como elas foram escritas ou qual o significado que merece sua inclusão em uma coleção "best of", além de alguns dos pensamentos de Asimov sobre o melhor da coleção em si. As histórias incluídas são dois de seus primeiros trabalhos, dois de seus últimos trabalhos (pós-1960) e oito dos anos 1950, aos quais ele se refere como sua "década de ouro" na introdução. Exceto pela última história do livro, "Mirror Image", nenhuma das histórias está relacionada à sua série Robot e Foundation, enquanto algumas ("The Last Question", "The Dead Past" e "Anniversary") mencionam o computador Multivac.

## Conteúdo
- Introdução
- "Marooned off Vesta" (1939)
- "Nightfall" (1941)
- "C-Chute" (1951)
- "The Martian Way" (1952)
- "The Deep" (1952)
- "The Fun They Had" (1951)
- "The Last Question" (1956)
- "The Dead Past" (1956)
- "The Dying Night" (1956)
- "Anniversary" (1959)
- "The Billiard Ball" (1967)
- "Mirror Image" (1972)